# Scratch Acid (EP)
Scratch Acid es el lanzamiento debut de la banda de Texas Scratch Acid. Originalmente fue lanzado únicamente en vinilo, pero también se puede encontrar como las primeras ocho pistas de la compilación en CD The Greatest Gift.
Kurt Cobain frecuentemente incluía este álbum en sus listas de álbumes favoritos, como se aprecia en su Journals.
Aunque vendió muy pocas copias y es virtualmente desconocido en el mainstream, es considerado como un álbum muy influencial en el género del noise rock.
Scratch Acid alcanzó el #26 en la UK Indie Chart.

## Lista de canciones
1. "Cannibal" - 2:24
2. "Greatest Gift" - 2:11
3. "Monsters" - 1:19
4. "Owner's Lament" - 4:39
5. "She Said" - 2:27
6. "Mess" - 2:22
7. "El Espectro" - 3:39
8. "Lay Screaming" - 2:47

## Créditos
- Brett Bradford - guitarra eléctrica
- David Yow - voz
- Rey Washam - batería
- David Wm. Sims - bajo
- Stacey Cloud - productor ejecutivo
- Kerry Crafton - ingeniería de sonido
- Mark Todd - arte de la carátula